# Вебер, Карл фон
Карл риттер фон Вебер (нем. Karl von Weber; 23 августа 1892 — 20 июля 1941) — германский военачальник, генерал-майор (1940), участник Первой и Второй мировых войн. Погиб в боях под Смоленском.

## Биография
Поступил на службу в баварскую армию общегерманских войск в 1911 году, в 1913 году получил звание лейтенанта. 
Участвовал в Первой мировой войне, заслужил Железный крест обеих классов, 17 января 1917 года получил звание капитана. 
За исключительные боевые заслуги («за то, что в битве во Фландрии в боях севернее Пелькапелле 9 октября 1917 года в тяжелейших условиях он быстро и правильно оценил остроту положения и принял руководство подразделением, с образцовой энергией и выдающимся личным мужеством сумел остановить сокрушительное наступление противника и тем самым внёс значительный вклад в осуществление общего сопротивления»), 9 октября 1917 года получил Рыцарский крест баварского Военного ордена Макса Иосифа и стал именоваться риттером. В 1918 году дважды ранен в окопах у Артуа. 
После поражения — в рейхсвере. 1 февраля 1932 года получил звание майора, 1 августа 1934 года — подполковника и 1 января 1937 года — полковника. 
Во Второй мировой войне командовал полком в Польской (1939) и Французской (1940) кампаниях, 1 ноября 1940 года получил звание генерал-майора. 
1 декабря 1940 года назначен командиром 17-й стрелковой бригады 17-й танковой дивизии, с которой принял участие в войне против СССР и которой командовал до 28 июня 1941 года. На некоторое время его перевели в резерв, а 7 июля 1941 года назначили командиром 17-й танковой дивизии, с которой участвовал в боях за Сенно (Лепельский контрудар), затем за Оршу и в наступлении на Смоленск. 
В боях под Смоленском 17 июля 1941 года получил тяжёлое ранение и 20 июля скончался в военном госпитале в Красном.